# Нептуналії
Нептуналії (лат. Neptunalia) — свято на честь бога Нептуна у Стародавньому Римі.
Свято проводилося в середині літа, 23 липня, щоб урочисто попросити бога води запобігти посусі. Про церемонії відомо тільки те, що будувалися хатини з гілок, в який римляни, можливо, святкували. Нептуналії були народним святом, яке також було у селянському календарі. У імперський період свято проводився разом з іграми також на честь Нептуна (лат. ludi Neptunales або лат. Neptunalici).